# CADAM Drafting
CADAM Drafting（キャダム ドラフティング）とは、1960年代に開発された2次元CADソフトCADAM（キャダム）の最新バージョンである。
CATIA CADAM Drafting（キャティア キャダム ドラフティング）またはCCDとも呼ばれる。

## 概要
CADAMは、1960年代にアメリカロッキード社が開発、リリース以来40年以上使用され続けられている、2次元CADソフトである。現在はCATIA CADAM Drafting（CCD）と改称してダッソー・システムズ社が販売、サポート、バージョンアップを行っている。CATIAの2次元CAD用モジュールとして販売されているが、単独の2次元CADとしても使用できる。
CADAMは当初汎用コンピュータ環境でしか使用できなかったが、1987年にエンジニアリング・ワーク・ステーション（EWS）環境で稼動するPROFESSONAL CADAM（プロフェッショナル キャダム）、さらに1998年にWindows環境で稼動するCATIA CADAM Drafting（CCD）が発表され、日本語メニューもサポートされた。 データは各環境毎にコンバート機能があり、データの互換性も問題なく使用できる。ダッソー・システムズのWebサイトより最新バージョンがダウンロード可能で、デモ・モードで保存、印刷機能以外は正規機能のすべてを使用できるので、最新バージョンの機能を確認できる。AutoCAD（オート・キャド）とのデータ互換（DXF,DWG）に対して、きわめて迅速に対応しておりバージョンを頻繁にアップしている。
なお、CADAMの姉妹CADとして旧キャダム・システム社がPCプラットフォーム用に販売していたMICRO CADAMは、2001年6月にアメリカおよびヨーロッパでのサポートが打ち切られており、後継CADとしてこのCATIA CADAM Drafting（CCD）が推奨されている。（日本においてのみ日本アイ・ビー・エム社およびその関連会社がサービス・オファリングとしてMICRO CADAMのビジネスを継続中）ダッソー・システムズ社からは、MICRO CADAMのワールドワイド製品としての最終版であるMICRO CADAM Helix 2000 (V5R1)からCCDへのデータ変換プログラム（MCX Translator）が無償提供されている。

## 稼動OS
- Microsoft Windows 2000 / Windows XP / Windows Vista
- IBM AIX
- HP HP-UX